# 구담봉

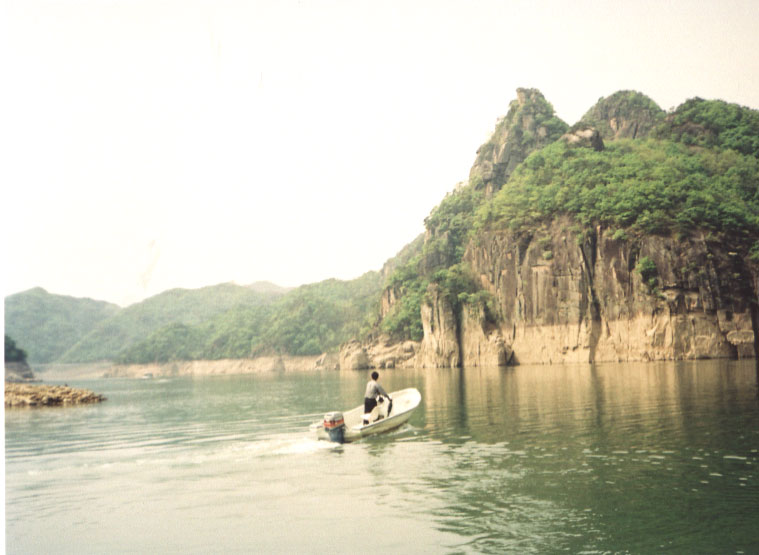
청풍호 구담봉

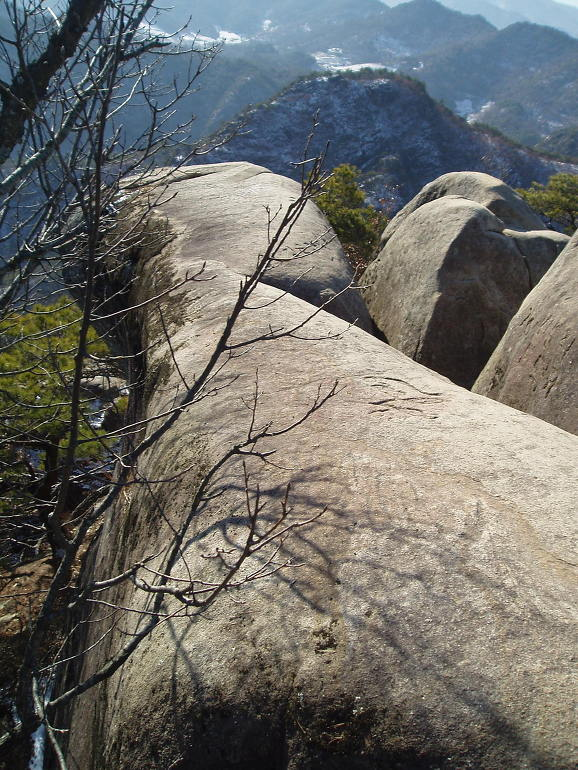
구담봉 정상에 거북 형상

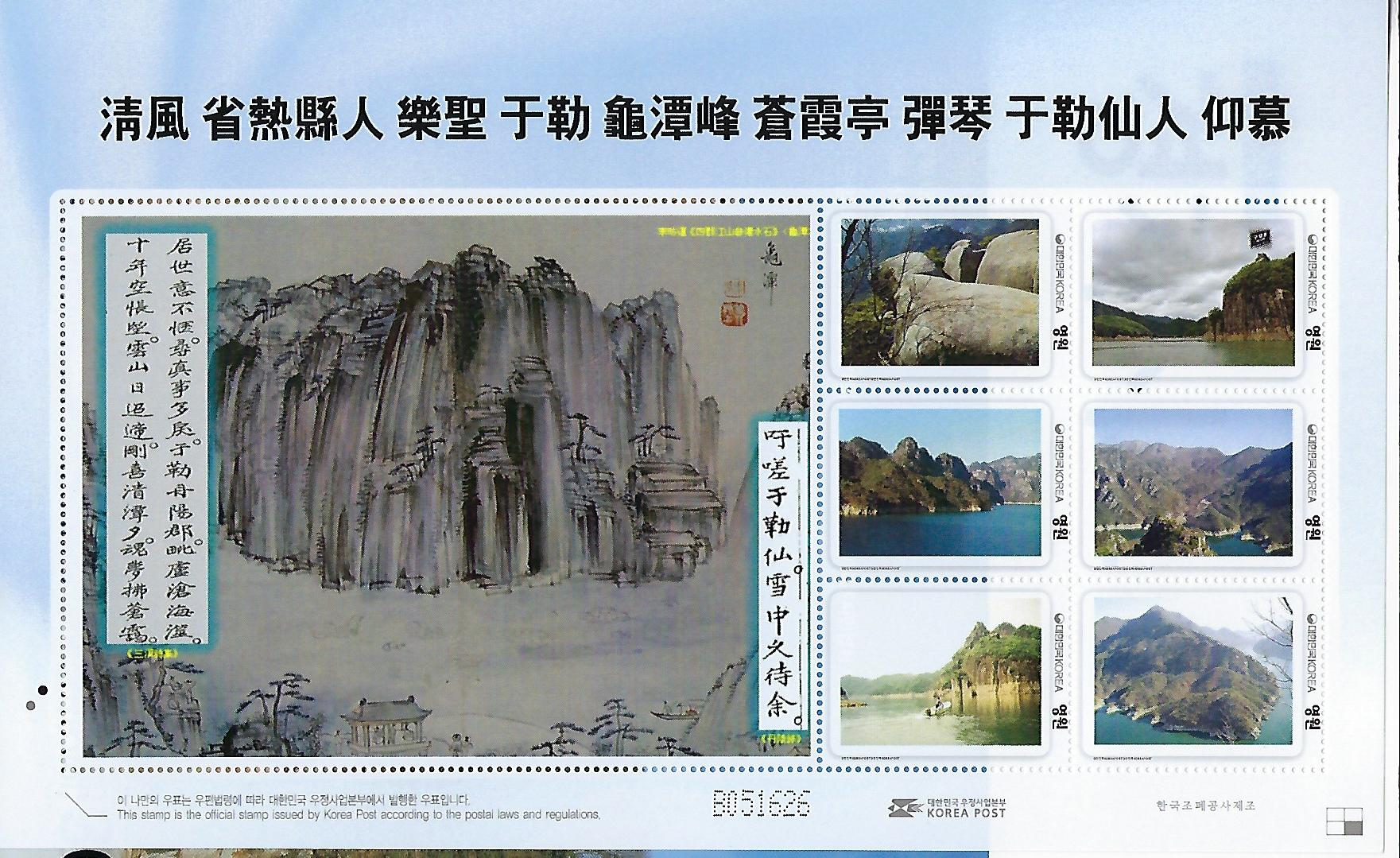
청풍 성열현인 악성 우륵 구담봉 창하정 탄금 우륵선인 앙모 기념우표

구담봉은 대한민국 충청북도 제천시에 있는 한국의 화강암 지형이며 봉우리이다. 표고는 330m이다.

## 지질
구담봉은 중생대 백악기 흑운모 화강암으로 구성되며, 지형적으로 화강암이 돌출되어 있다. 